# Comtat de Montfort
|  | Aquest article tracta sobre antiga jurisdicció feudal. Vegeu-ne altres significats a «Comtat de Montfort (desambiguació)». |

El comtat de Montfort fou una jurisdicció feudal de França centrada a Montfort-l'Amaury. Hi havia una altra senyoria de Montfort (que després fou comtat) a Bretanya, una altra a Normandia (Montfort-sur-Risle) i un comtat de Montfort a Suàbia.

## Història
El comtat de Montfort que aquí interessa va sorgir com a senyoria a l'entorn de l'any 1000 quan un vassall de Robert II de França (996-1031), anomenat Guillem d'Hainaut, va construir el castell de Montfort i el d'Epernon, per assegurar la defensa del domini reial, i fou conegut com a Guillem de Montfort. Simó IV de Montfort va tenir un paper essencial a la croada albigesa i va obtenir territoris al Llenguadoc que van permetre al seu fill elevar la senyoria a comtat a canvi de cedir aquestos territoris a la corona francesa. El comtat va passar per matrimoni al segle xiv a la casa de Bretanya i finalment d'aquesta a la corona francesa.

## Senyoria de Montfort

### Casa de Montfort
- vers 1000 : Guillem d'Hainaut, primer senyor
- ????-1053: Amaurí I († 1053), fill, casat amb Bertrada de Gometz
- 1053-1087: Simó I († 1087), fill

casat en primeres noces amb Isabel de Broyes
casat en segones noces amb Agnès d'Evreux
- 1087-1089: Amaurí II († 1089), fill (amb la primera dona)
- 1089-1092: Ricard († 1092), fill de Simó I i d'Agnès d'Evreux
- 1092-1101: Simó II († 1101), fill Simó I i d'Agnès d'Evreux
- 1101-1137: Amaurí III (1063 † 1137), comte d'Évreux el 1118, fill de Simó I i d'Agnès d'Evreux

casat en primeres noces a Riquilda d'Hainaut
casat en segones noces a Agnes de Garlande

Escut dels senyors de Montfort

- 1137-1181: Simó III el Calb († 1181), comte d'Evreux el 1140, fill d'Amaury III i d'Agnes de Garlande

casat amb Matilde
- 1181-1188: Simó († 1188), segon fill de l'anterior (abans confós amb el seu pare, la seva existència suposa un problema de numeració, ja que si se l'anomena Simó IV de Montfort això altera la numeració tradicional)

casat a Amícia de Leicester
- 1181-1218: Simó IV († 1218), vescomte de Besiers i de Carcassona (1209-1218), comte de Tolosa (1215-1217), fill. Realment seria Simo V de Montfort.

casat amb Alix de Montmorency

## Comtat de Montfort

### Casa de Montfort
- 1218-1241: Amaurí IV (1192 † 1241), fill, el 1224 va cedir els vescomtats de Besiers i Carcassona a França, a canvi de l'elevació de Montfort a comtat

casat amb Beatriu de Borgonya, filla de Guigó VI del Viennois, delfí del Viennois.
- 1241-1249: Joan I (1228 † 1249), fill

casat amb Joana de Châteaudun

### Casa de Dreux
- 1249-1311: Beatriu de Montfort († 1311), filla

casada amb Robert IV (1241 † 1282), comte de Dreux

### Casa de Bretanya
- 1311-1330: Iolanda de Montfort (1263 † 1330), filla

casada amb primeres noces el 1285 amb Alexandre III († 1286), rei d'Escòcia
casada en segones noces el 1292 amb Artur II (1261 † 1312), duc de Bretanya
- 1330-1345: Joan II (1294 † 1345), fill

casat amb Joana de Flandes (1295 † 1374)
- 1345-1399: Joan III (1339 † 1399), fill, duc de Bretanya el 1364 com a Joan IV el Victoriós; en endavant tots els comtes de Montfrot foren també ducs de Bretanya
- 1399-1442: Joan IV (1399-1442) (Joan V, duc de Bretanya)
- 1442-1450: Francesc I (1414-1450)
- 1450-1457: Pere I (Pere II, duc de Bretagne)
- 1457-1458: Artur III el Justicier o el Conestable de Richemont (1393-1457)
- 1458-1488: Francesc II (1435-1488)
- 1488-1514: Anna de Bretanya (1477-1514), emperadriu i arxiduquessa d'Àustria per matrimoni amb Maximilià d'Habsburg, després reina de França, Sicília i Jerusalem pel seu matrimoni amb Carles VIII i després reina de França i duquessa de Milà pel seu matrimoni amb Lluís XII